# Biniew
Biniew [pronunciación en polaco: /ˈbiɲef/] es un pueblo ubicado en el distrito administrativo de Gmina Ostrów Wielkopolski, dentro del Distrito de Ostrów Wielkopolski, Voivodato de Gran Polonia, en el oeste de Polonia central. Se encuentra aproximadamente a 12 kilómetros al noreste de Ostrów Wielkopolski y a 96 kilómetros al sureste de la capital regional Poznań.